# Église Saint-Pierre (Riga)
Pour les articles homonymes, voir Église Saint-Pierre.
L'église Saint-Pierre est une église évangélique luthérienne de Riga, la capitale de Lettonie, dont elle est l'un des symboles les plus connus. Les premiers documents en faisant mention datent de 1209. Sa tour mesure 123,5 m, dont 64,5 m pour la flèche.

## Histoire
La première église de bois datant de 1209 était une église catholique, construite pour les cérémonies populaires et les actions de grâces des bourgeois de la ville, contrairement à la cathédrale de Riga qui se trouve juste à côté, réservée aux cérémonies officielles. Elle est construite dans le style gothique de brique, typiquement nordique, avec trois nefs et une école en dépendait. La partie centrale et quelques piliers datent de cette époque. 
Une horloge est installée en 1352. C'est en 1408-1409 qu'un architecte de Rostock, Johann Rummeschottel, construit le chœur inspiré de l'église Sainte-Marie de Rostock, selon les ordres de la guilde marchande de la ville. L'église est réaménagée entre 1456 et 1473 et on lui adjoint un clocher. Elle devient protestante (évangélique-luthérienne).

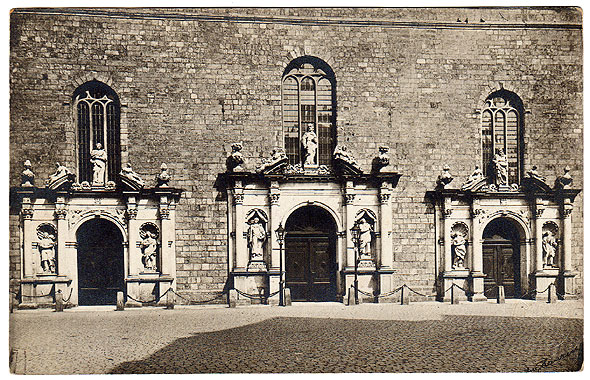
Les trois portails identiques de Bindenshu et Andreas Peterman sont ajoutés en 1692.

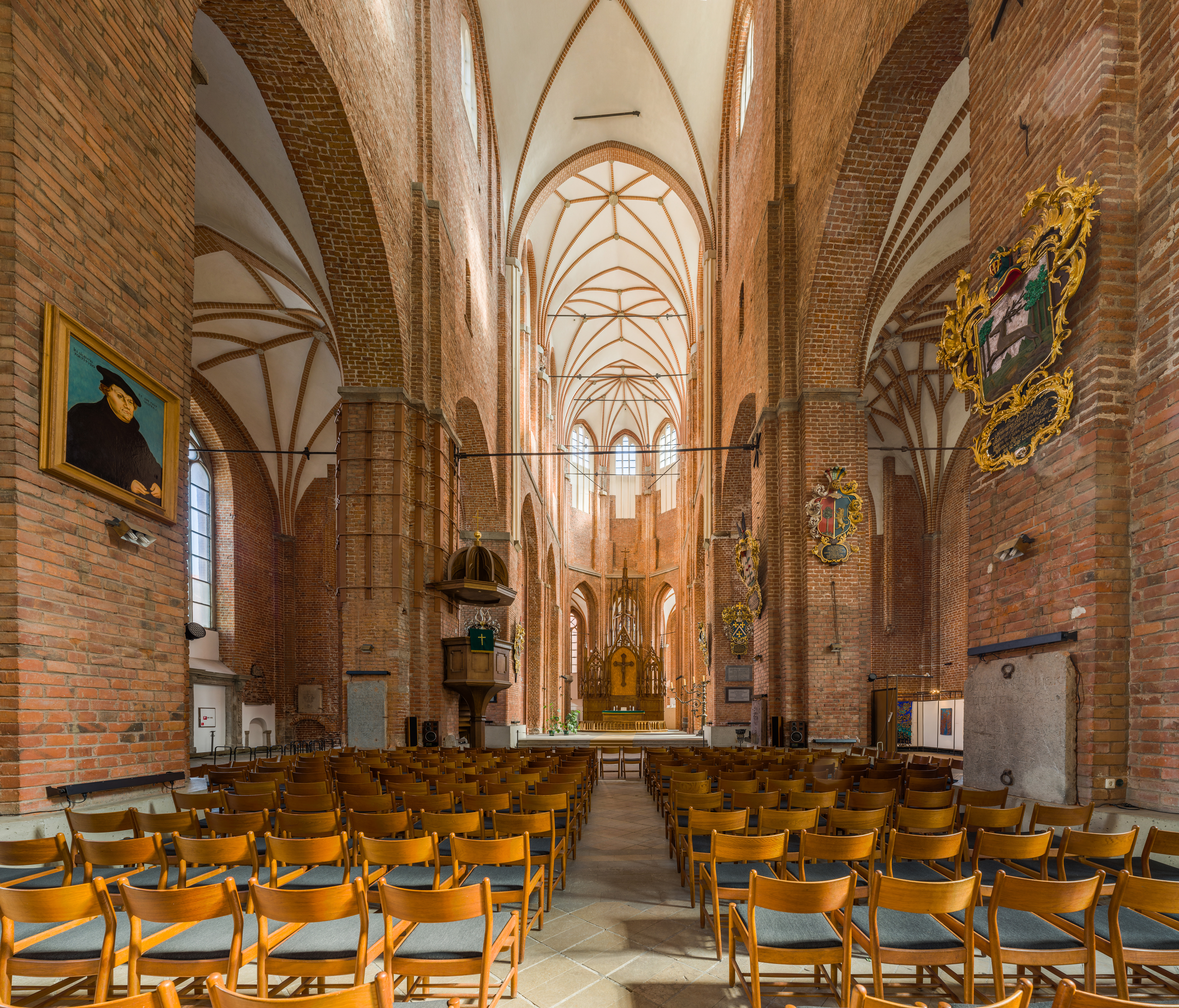
La nef.

La façade de l'église est reconstruite en style baroque, avec trois portails au XVIIe siècle, et la première flèche. La tour brûle à deux occasions, en 1666 et en 1721 (à cause de la foudre). 
La tour est entièrement refaite entre 1741 et 1746. Elle fut frappée six fois par la foudre. Elle sert de cible aux tirs d'artillerie et aux obusiers allemands, au début de la guerre, le 29 juin 1941. Les autorités municipales de la république socialiste soviétique de Lettonie font reconstruire la tour en 1973 et installent un ascenseur pour accéder en haut de la tour (une première plateforme à 57 m et une seconde à 71 m) et profiter du panorama de la ville. La région de Riga était alors une région privilégiée pour les touristes venant de toute l'URSS. 
La restauration intérieure se poursuit jusqu'en 1983. L'église servait alors de salle de concert et d'exposition. Elle a été rendue au culte luthérien de nos jours.